# Pogradec

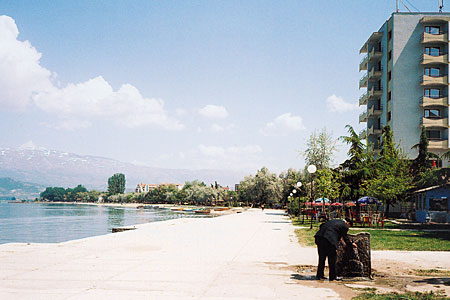
Hotell vid Ohridsjöns strand.

Pogradec (albanska: Pogradec med böjningsformen Pogradeci, makedonska: Поградец, Pogradets, turkiska: İstarova eller İstarye, i äldre svenska texter: Pogradetz och Starova) är en stad i sydöstra Albanien. Den ligger i prefekturen Korçë. Staden hade en befolkning på 20 848 invånare (2011). Staden ligger nära gränsen till Nordmakedonien och Grekland.
Pogradec ligger på västra stranden av Ohridsjön. Pogradec är handelscentrum med livsmedelindustri.

## Etymologi
Stadens namn kommer troligen från makedonska ordet pod grad som översätts till staden nedanför slottet, som syftar på den illyriska fästningen uppe i bergen som dominerar stadsbilden.

## Kultur och tradition
Längs stränderna till Ohridsjön finns många äldre hus med turistrum, nya våningar att hyra samt moderna hotell. Eftersom Pogradec är en albansk stad med traditionell muslimsk majoritet, och även en hel del kristna, ser man både moskéer och albansk-ortodoxa kyrkor i stadsbilden och i landskapet.
De konstnärliga traditionerna i Pogradec har frambringat många kända målare, träsnidare samt välkända författare och poeter, bland andra Lasgush Poradeci, en av grundarna till modern albansk diktning. Konsthantverk kan ses i arkitektoniska detaljer runt om i stan.
I Ohridsjön finns den lokala fisken koran, som bara finns i två sjöar världen. Koran är uppskattad för sin smak. Fiskköttet är under vintern rödaktigt och under sommaren vitt. Andra unika arter av fisk, fågel och vilt fångas i och kring den märkligt djupa sjön.

## Arkeologi, natur och historia
Staden har en gammal historia och det finns många dokumenterade kulturella, geologiska och naturplatser. Politiken under den senare hälften av 1900-talet isolerade Albanien från omvärlden i mycket högre grad än de andra länderna på Balkan. Området kring Pogradec är fullt av minnesvärd kultur och historia.
Arkeologiska utgrävningar på höjderna över staden har avslöjat en illyrisk bosättning från 500-talet f.Kr. Denna hör till de tidigare Desaret- och möjligen Encheleae-stammarna. Under de följande århundradena flyttade stadsborna ned till foten av höjderna och etablerade staden Pogradec utmed stranden av sjön Ohrid.
Arkeologiska upptäckter bekräftar att området har varit bebott sedan den neolitiska perioden (6000 f.Kr.), med befolkningstal och bosättning som ökar under koppar-, brons- och järnåldern. 24 naturmonument och 36 kulturella minnesmärken har blivit officiellt dokumenterade.
Under det osmanska väldet var staden känd under namnet Starova.

## Turism
Rika familjer från kringliggande städer byggde flera sommarvillor i Pogradeci och staden blev ett nav i den inhemska turismen. Även höga tjänstemän från den kommunistiska statsapparaten tillbringade somrarna här.

## Sevärdheter

### Selca
Fem gamla kryptor och monument som är daterade till tiden 400 f.Kr. finns i Selca, som är platsen för den gamla bosättningen Pelion (där den illyriske kungen bodde). Andra lämningar på platsen är daterade från bronsåldern fram till 500-talet e.Kr. Detta inkluderar joniska skatter, brons- och keramikobjekt, vapen samt guldföremål.

### Golic-bron

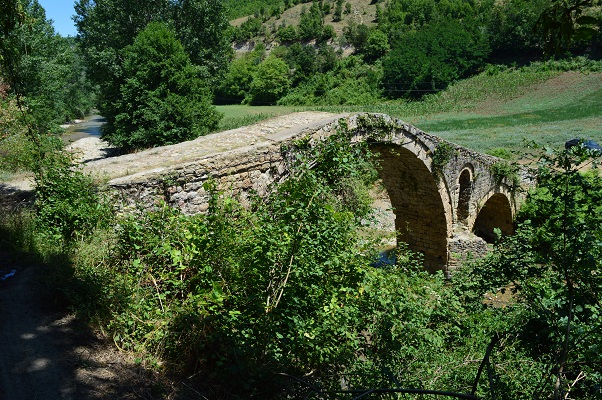
Golic-bron

Golic-bron löper över Shkumbinfloden och härstammar från 1600-talet. Denna gamla tvåspanns stenkonstruktion ligger vid den antika Via Egnatia, nära Golic, som är en by mitt i Mokra-området. Längs vägen till Golic finns utsikt över vattenfall och bergsmassiv från djupa dalar.